# Margherita (araldica)
La margherita è un fiore che compare molto raramente in araldica. Generalmente è rappresentata al naturale, cioè con i suoi colori tipici, e ha talvolta il valore di arma parlante.

Di rosso, al corno da caccia d'oro, rivoltato e guarnito d'argento, al capo cucito d'azzurro, caricato da una margherita d'argento, bottonata d'oro, gambuta e fogliata di verde, accostata da due foglie di quercia d'oro in banda e in sbarra (Le Vésinet, Francia)
D'azzurro, alla margherita al naturale, gambuta e fogliata di verde (Margherita di Savoia)